# Tuttletown
Tuttletown est une ville fantôme du comté de Tuolumne, en Californie. Elle se situe sur la route d'État 49, près de la ville champignon de Columbia fondée au moment de la ruée vers l'or.
La commune s'appelait initialement Mormon Gulch, car une compagnie de mormons commença à y exploiter une mine d'or. On lui donna plus tard le nom du juge A. A. H. Tuttle (en), qui y avait construit une cabane de rondins en 1848.

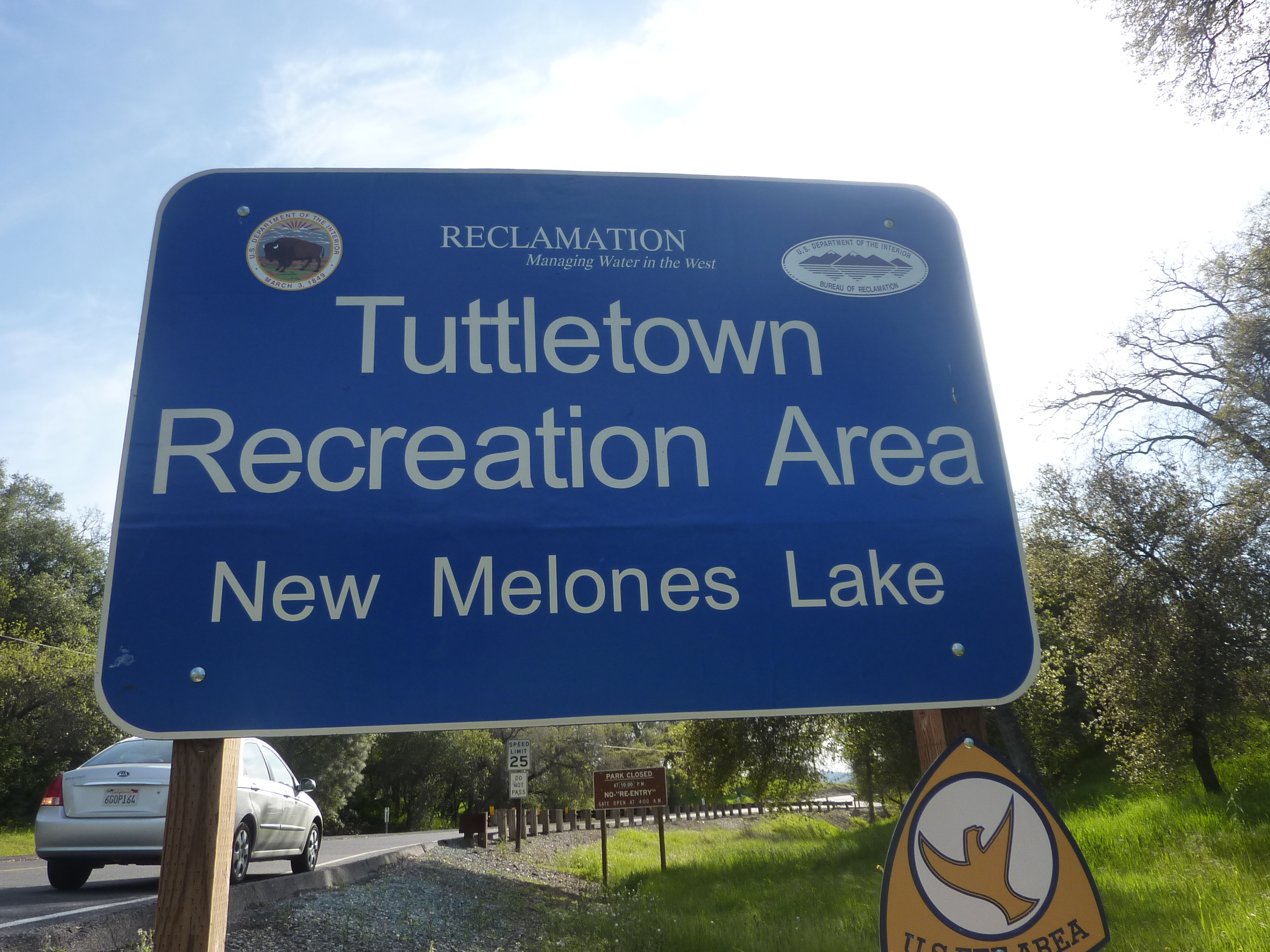
Panneau routier indiquant la zone de loisirs de Tuttletown

La zone de loisirs de Tuttletown (Tuttletown recreation area) sur les rives du lac New Melones, comporte un camping et diverses installations de pêche sur le lac et de promenades équestres. Elle se situe en bordure de l'ancienne veine aurifère appelée Mother Lode (« le filon mère ») dont la découverte avait provoqué la ruée vers l'or de 1849.